# Outerspace Gems
Hypernova is een verzamelalbum op compact disc van de Duitse Cosmic Hoffmann, gespecialiseerd in elektronische muziek. Het is het middelste van drie muziekalbums samengesteld uit zijn muziek uit zijn beginjaren. Het eigenaardige is dat deel één Space Gems en deel drie Hypernova het moesten doen met een uitgave op het medium cd-r terwijl Outerspace Gems via een officieel platenlabel uitkomt. Manikin Records is gespecialiseerd in elektronische muziek.
Cosmic Hoffmann bespeelt op dit studioalbum zogenaamde vintage-synthesizers en aanverwante apparatuur, waaronder de beroemde (en berucht vanwege vele haperingen) Mellotron 400 S en Minimoog.

## Composities
1. Up to the stars (10:29)
2. Megasun (4:29)
3. Cosmic ChaCha (5:07)
4. Galaxy rising (6:04)
5. Spacewards (12:39)
6. Magellanic cloud (6:10)
7. Attic music (5:48)
8. Cassani Division (5:04)
9. Black hole magic (4:46)